# Parachaea macaria
Parachaea macaria är en fjärilsart som beskrevs av Pieter Cramer 1777. Parachaea macaria ingår i släktet Parachaea och familjen nattflyn. Inga underarter finns listade i Catalogue of Life.